# Аблынин, Борис Исаакович
Борис Исаакович Аблынин (настоящие имя и фамилия Абель Исаакович Цфасман, имя на идише Абл — отсюда Аблынин; 4 июня 1929 — 30 декабря 1988) — советский режиссёр кукольного театра, режиссёр-мультипликатор кукольной мультипликации и автор сценариев мультипликационных фильмов.
Один из первых советских режиссёров, синтезировавших кукольный театр и сценическую игру живых актёров.

## Биография
В 1949 году окончил Театральное училище им. Б. Щукина. С 1958 года был режиссёром в Центральном театре кукол под руководством Сергея Образцова.
В 1961 году поставил в Пермском театре кукол спектакль «Клоп» по В. Маяковскому.
В 1962 году Аблынин стал главным режиссёром в Московском театре кукол. В 1968 году создал при театре студию «Жаворонок». Дипломной работой стал спектакль по пьесе Ж. Ануйя «Жаворонок», давший название театру-студии. Его официальное открытие состоялось на сцене Московского театра «Современник» в феврале 1968 года. Поставил в театре «Войну с саламандрами» К. Чапека, а также спектакли «Я счастливый парень», «Иван — крестьянский сын», «Спридит», «Великий лягушонок».
В 1972 году, после закрытия театра-студии «Жаворонок», Аблынин ушёл в мультипликационное кино. С 1975 года работал в качестве режиссёра на киностудии «Союзмультфильм». Поставил ряд кукольных мультфильмов и картин с участием театральных кукол. Ставил кукольные спектакли в Рижском театре кукол (Государственный театр кукол Латвийской ССР).
Умер 30 декабря 1988 года. Похоронен на Востряковском кладбище.

## Режиссёр

### Мультипликация
- 1976 — «Зайка-зазнайка»
- 1976 — «Лоскуток»
- 1977 — «Жила-была курочка»
- 1977 — «Петрушка-иностранец», фильм-спектакль, т/о «Экран»
- 1977 — Бренди «Арарат» (по заказу Внешторгрекламы)[6]
- 1978 — «Догони-ветер»
- 1979 — «Про щенка»
- 1980 — «Ещё раз про квартет»
- 1980 — «Лучше поздно, чем никогда»
- 1981 — «Бибигон»
- 1982 — «Будь здоров!»
- 1983 — «Про мамонтёнка»
- 1984 — «История одной куклы»
- 1987 — «Про верблюжонка»
- 1989 — «Квартет для двух солистов»

### Театр
Театр кукол имени С. В. Образцова:
- 1958 — «Сказка о потерянном времени» Е. Шварца
- 1959 — «Вот так ёжик!», «Необыкновенное состязание», «Гусёнок»
- 1960 — «Царевна-лягушка»
- 1961 — «Мистер Твистер и Петрушка-иностранец»

Пермский театр кукол
- «Клоп» В. Маяковского

Московский театр кукол (1962—1968):
- «На четвёртой полосе» М. Зощенко
- «Мальчиш-Кибальчиш» А. Гайдара
- «Жаворонок» Ж. Ануйя

Театр-студия «Жаворонок» (1968—1972):
- «Жаворонок» Ж. Ануйя
- «Война с саламандрами» К. Чапека
- «Я счастливый парень»
- «Иван — крестьянский сын» Б. Сударушкина
- «Спридит» А. Бурова (по пьесе «Спридитис» А. Бригадере)
- «Великий лягушонок» Л. Устинова
- «Сотворение грома» (Д. Орлова, Л. Новогрудского)

## Сценарист
- 1976 — «Лоскуток»
- 1981 — «Бибигон»
- 1987 — «Про верблюжонка»

## Награды
- «История одной куклы» — Главный приз «Серебряный дракон»[7], XXII Международный кинофестиваль короткометражных фильмов, Краков (1985).